# Касихино
Каси́хино — деревня в Вавожском районе Удмуртии, входит в состав муниципального образования Волипельгинское сельское поселение.
Урбанонимы:
- улицы — Дачная, Полевая

## Население
| 2010 | 2012 |
| ---- | ---- |
| 9    | ↘7   |